# Тага
Тага (яп. 多賀町 Тага-тё:) — посёлок в Японии, находящийся в уезде Инуками префектуры Сига. Площадь посёлка составляет 135,93 км², население — 7517 человек (1 июля 2014), плотность населения — 55,30 чел./км².

## Географическое положение
Посёлок расположен на острове Хонсю в префектуре Сига региона Кинки. С ним граничат города Майбара, Хиконе, Хигасиоми, Огаки, Инабе и посёлки Кора, Айсё.

## Население
Население посёлка составляет 7517 человек (1 июля 2014), а плотность — 55,30 чел./км². Изменение численности населения с 1980 по 2005 годы:
| 1980 | 9284 чел. |  |
| 1985 | 9353 чел. |  |
| 1990 | 9136 чел. |  |
| 1995 | 8916 чел. |  |
| 2000 | 8463 чел. |  |
| 2005 | 8145 чел. |  |

## Символика
Деревом посёлка считается криптомерия, цветком — Lilium japonicum, птицей — Cettia diphone.